# Интумак
Интума́к (каз. Ынтымақ) — село в Бухар-Жырауском районе Карагандинской области Казахстана, входит в состав Актобинского сельского округа. 

## География
Населённый пункт расположен на западе Бухар-Жырауского района, близ реки Нура, в 31 километрах (по автодороге) к юго-западу от административного центра сельского округа села Актобе, в 152 километрах к юго-западу от районного центра посёлка Ботакара и в 112 километрах к западу от областного центра города Караганда. Соседние населённые пункты: Огороды в 5 километрах к югу, Койбас в 9,7 километрах к востоку. Транспортное сообщение осуществляется автомобильной дорогой республиканского значения KАZ05 (Р-3) «Астана — Кабанбай батыра — Нура — Темиртау». Абсолютная высота центра населённого пункта — 441 метров над уровнем моря.

## Население
| Численность населения | Численность населения | Численность населения | Численность населения |
| 1989                  | 1999                  | 2009                  | 2021                  |
| --------------------- | --------------------- | --------------------- | --------------------- |
| 615                   | ↘586                  | ↘439                  | ↘250                  |